# عنکبوت‌کش گوش‌زرد
عنکبوت‌کُش گوش‌زرد (نام علمی: Arachnothera chrysogenys) گونه‌ای از پرندگان خانواده شهدخواران است که در برونئی، اندونزی، مالزی، میانمار، سنگاپور، تایلند و ویتنام یافت می‌شود. زیستگاه‌های طبیعی آن جنگل‌های جلگه‌ای نمناک نیمه‌گرمسیری یا گرمسیری، جنگل‌های حرای نیمه‌گرمسیری یا گرمسیری و جنگل‌های کوهستانی نمناک نیمه‌گرمسیری یا گرمسیری است.